# Lunaria telekiana
Lunaria telekiana är en korsblommig växtart som beskrevs av Jáv. Lunaria telekiana ingår i släktet månvioler, och familjen korsblommiga växter. Inga underarter finns listade i Catalogue of Life.